# Politique en Nouvelle-Écosse
La politique en Nouvelle-Écosse fonctionne selon le système de Westminster dans le cadre du fédéralisme canadien, comme dans les autres provinces du Canada. La Nouvelle-Écosse possède une assemblée monocamérale comptant 55 sièges : l'Assemblée législative de la Nouvelle-Écosse. Les élections se déroulent tous les quatre ans, le 3e mardi de juillet, mais peuvent être déclenchées à tout moment par le lieutenant-gouverneur (le représentant de la Couronne dans la province) sur conseil du premier ministre. Le premier ministre est le chef du parti qui détient le plus de sièges à l'Assemblée législative.

## Partis représentés à l'Assemblée législative de la Nouvelle-Écosse
- Parti progressiste-conservateur de la Nouvelle-Écosse
- Parti libéral de la Nouvelle-Écosse
- Nouveau Parti démocratique de la Nouvelle-Écosse

## Autres partis
- Parti vert de la Nouvelle-Écosse

## Partis disparus
- Nova Scotia Party
- Parti Atlantica
- Parti anti-confédération
- Parti de la confédération
- Parti marijuana
- Parti travailliste du Cap-Breton